# La hermosa Ester

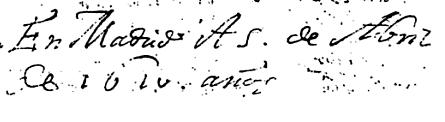
Colofón del manuscrito autógrafo de Lope de Vega de La hermosa Ester. En él se lee «En Madrid a 5 de abril de 1610 años».

La hermosa Ester, también titulada La bella Ester, La horca para su dueño y La soberbia de Amán y humildad de Mardoqueo, es una obra de teatro del dramaturgo español Félix Lope de Vega escrita en 1610, según consta en el manuscrito autógrafo que se conserva en la British Library, fechado el 5 de abril de ese año.
Se trata de una comedia bíblica, de aquellas cuyo argumento está basado en el Antiguo Testamento, concretamente en Ester, reina de Persia según el libro de la Biblia en que se cuenta su historia. Desde el punto de vista del género dramático, se considera tragicomedia o drama.

## Argumento

### Acto primero
Basán y Egeo, criados del rey Asuero, comentan el banquete que organiza el monarca durante seis meses en un bosque cercano a la ciudad persa de Susa. Asuero considera a su mujer Bastí su favorita, aunque ella no le obedece y ordena que la destierren. Esta, al enterarse, promete que la afrenta será vengada.
Mientras, en Susa, Ester, una bella hebrea llora lamenta haberse quedado huérfana y el sometimiento del pueblo judío por parte de los babilonios. Mardoqueo, su tío, la adopta. Entretanto el rey se arrepiente ante su virrey Amán y sus consejeros Marsanes y Adamata de haber desterrado a Bastí, y expresa su tristeza y desafecto por ser rey.
Marsanes  explica a sus compañeros Adamata y Setar que para curar al rey deben buscarle una esposa que llene el vacío de Bastí. Adamata asiente y convoca a todas las vírgenes hermosas ante el rey para que elija una. Ester le pide a Dios que libere a los judíos cuando Mardoqueo le comunica que Egeo, criado de Asuero, la ha llamado para que se una a las vírgenes que se ofrecerán al rey. Su tío le dice que mantenga en secreto su linaje pues  si se convierte en reina podrá ayudar a los judíos. Presentan al rey a Ester, quien no duda en elegirla como su nueva esposa.

### Acto segundo
Pasados unos días, Mardoqueo habla con el hebreo Isaac sobre la proclamación de Ester como reina y cómo le aconsejó que no revelase que era judía. También le cuenta que ha tenido un sueño en el que dos dragones y ejércitos luchan con hombres humildes hasta que un manantial que crece hasta llegar a ser un caudaloso otorga la victoria a estos últimos. Llega el arrogante virrey Amán, ante el cual todos se arrodillan excepto Mardoqueo. Varios hombres piden favores a Amán, pero les echa.
Mardoqueo oye a los porteros regios Bagatán y Tares conspirar para matar al rey y ve cómo se guardan una carta. En ese instante Ester sale al jardín con sus damas y su Mardoqueo le informa de la conspiración. A su vez esta avisa al rey, que ordena registrar a Tares descubriendo la carta que lo delata. Asuero ejecuta a los dos criados y pregunta a Ester quién los ha descubierto, tras lo cual anota en sus anales el favor de Mardoqueo.
Marsanes habla con Mardoqueo y llega el virrey, ante quien el hebreo se marcha sin arrodillarse, lo cual le enfada. Amán denuncia al rey a los judíos por no respetar las leyes, robando y pervirtiendo a los demás súbditos. Asuero, asustado, le permite que los mate.
Mardoqueo pide a un criado que avise a Ester del decreto que ordena matar a los judíos para que los ayude. La reina le pide al rey que acuda él y Amán a comer con ella. Amán se alegra, pero se encuentra de nuevo con Mardoqueo, quien por tres veces le niega la genuflexión. Amán comenta a Marsanes las continuas afrentas que recibe del judío y el consejero le comenta que levante una horca para ajusticiar a Mardoqueo mientras comen.

### Acto tercero
El rey pide a Egeo que le informe de quienes están registrados en los anales como personas que le han favorecido y han sido recompensados por ello, y descubren que Mardoqueo no lo ha sido. Asuero llama al virrey para preguntarle cómo podría honrar a un noble varón y le contesta (creyendo que es él quien será favorecido) que lo vestiría de rey, cabalgando y conducido por otro noble a la plaza mayor que pregone que así "honra el rey quien quiere honrar". El rey le manda que lo haga con Mardoqueo y se dispone a acudir al convite con Ester. Aparece Mardoqueo a caballo, con vestimenta real y Amán llevando las riendas de la montura y lamentándose de esta humillación.
Comienza el banquete y Asuero, prendado de la bella Ester, le promete concederle cualquier deseo.  Esta le pide que  salve a los judíos, entre los que ella se encuentra, de la matanza decretada por el virrey. El rey, indignado al enterarse de que Amán podría matar a la reina se enfurece. Amán entra en el aposento de Ester, que está con Mardoqueo. Este le cuenta que es ella la fuentecilla del sueño premonitorio que tuvo, transformada en un río al ser salvadora del pueblo hebreo. Amán, consciente de que la ira del rey pende sobre su cabeza, solicita el perdón a Ester, pero llega el rey, lo detienen y ordena ejecutarlo en la horca que el propio virrey había dispuesto para Mardoqueo, además de revocar la sentencia de muerte contra los judíos, a quienes por otra parte libera de la sumisión; finalmente el pueblo judío honra con palmas, flores y música a su reina, que recibe (junto con Mardoqueo) el palacio y el tesoro de Amán.

## Ediciones
- La hermosa Ester. Tragicomedia famosa de Lope de Vega Carpio. En Alonso Pérez de Montalbán (ed.), Parte décima quinta de las comedias de Lope de Vega Carpio, Madrid, Fernando Correa de Montenegro, 1621. Disponible en <http://www.cervantesvirtual.com/descargaPdf/la-hermosa-ester--1/> Ficha de la Biblioteca Virtual Miguel de Cervantes.
- Menéndez Pelayo, M. (ed.), Obras de Lope de Vega publicadas por la Real Academia Española (15 vols.), Madrid, Real Academia Española, 1890-1913. III (Biblioteca de Autores Españoles, CLIX). Edición digital tomada de Obras de Lope de Vega, vol. III. Autos y coloquios II, Madrid, Atlas, 1963, págs. 137-178.
- Lope de Vega, Obras escogidas (Estudio de Federico C. Sainz de Robles), Madrid, Aguilar, 3 vols., I-1946; II-1955; III-1958.